# Thrinchus turcmenus
Thrinchus turcmenus är en insektsart som beskrevs av Bei-bienko och Leo L. Mishchenko 1951. Thrinchus turcmenus ingår i släktet Thrinchus och familjen Pamphagidae. Inga underarter finns listade i Catalogue of Life.